# Juan Pinzás
Juan Pinzás (Vigo, 26 de noviembre de 1955) es un guionista, productor y director de cine español, el único de esta nacionalidad que se adhirió a los postulados artísticos del Dogma 95 con los que ha rodado una trilogía de películas (Era outra vez, Días de boda y El desenlace). Junto a Pilar Sueiro fundó las productoras cinematográficas PS Films (Pilar Sueiro Films, en 1982) y Atlántico Films (1984). Fue el padre, junto con la productora Pilar Sueiro, del compositor de bandas sonoras Juan Manuel Sueiro.

## Filmografía

### Largometrajes
- 1985: La gran comedia. Exhibida en el Festival Internacional de Cine de San Sebastián.
- 1991: El juego de los mensajes invisibles, adaptación de la novela de Álvaro Pombo El hijo adoptivo. Protagonizada por Antonio Ferrandis, la película ganó el Premio Glauber Rocha a la Mejor Película en el Festival Internacional de Cinema de Figueira da Foz (Portugal) y participó en la Muestra Internacional de Cine de São Paulo.
- 1995: La leyenda de la doncella. Ganó entre otros premios el Colón de Plata del Festival de Cine Iberoamericano de Huelva.
- 2000: Era outra vez. Primera película de la trilogía rodada bajo los presupuestos del Dogma.
- 2002: Días de boda, segunda película rodada con las directrices del Dogma. En los Premios ACE ganó en las categorías de mejor director y mejor actor (Javier Gurruchaga).
- 2005: El desenlace, última de la trilogía Dogma. Ganó el Premio Especial del Jurado de LaCinemaFe (Latin American Cinema Festival) y, en los premios ACE, el de mejor actor para José Sancho. También el premio al mejor guion en el Miami Latin Film Festival.
- 2009: Las imágenes perdidas. La otra mirada (documental en el que participaron Paul Naschy y Javier Gurruchaga).
- 2013: New York Shadows.[2] Con Lindsey Ireland[3] y Javier Gurruchaga).
- 2018: El vientre de Europa.
- 2022: El corazón de Europa.

### Cortometrajes

#### En Super 8 (1977-1980)
- Mónica
- Aconteceu en Galicia
- O derradeiro Fiana
- Amanece en Vigo
- Reflexión
- Ensueños

#### En 35 mm
- Opus I Homo Hominis (1981), participante en la Muestra Internacional de Cine de São Paulo y ganador de una mención especial en el Festival Internacional de Cine Documental y Cortometraje de Bilbao.
- Augurio
- Virginal
- Vestida de fiesta
- Una historia gallega
- El tubo de rayos catódicos
- Cien puntos para Julián Pintos
- La tercera mujer
- Añoranzas
- Juego decisivo
- La esfera
- Gula
- Mujer, mujer
- Carmín
- Hechizo
- El rito
- Muñeca de azul
- Cinefilia